# FIM-92 Stinger
FIM-92 Stinger är en bärbar luftvärnsrobot med infraröd målsökare. Vapnet används främst för att skjuta ner flygplan och andra farkoster i luften och kan användas mot mål upp till fyra kilometers höjd. Vapnet kommer från Raytheon Company i USA, men har använts över hela världen, bland annat mot amerikansk trupp i Afghanistan, eftersom CIA försåg de afghanska gerillakrigarna med Stinger-robotar under kriget mellan Sovjetunionen och Afghanistan på 1980-talet.